# لوس کورالیتوس، تگزاس
لوس کورالیتوس (به انگلیسی: Los Corralitos) یک منطقهٔ مسکونی در ایالات متحده آمریکا است که در تگزاس واقع شده‌است. لوس کورالیتوس ۳۵ نفر جمعیت دارد.